# Hendrik Herzog
Hendrik Herzog (Halle, 2 aprile 1969) è un allenatore di calcio ed ex calciatore tedesco.

## Carriera
Cresciuto nelle giovanili della Dinamo Berlino, esordì in prima squadra nel 1986, all'età di diciassette anni. Con il club della capitale Herzog vinse due campionati (1986-87 e 1987-88) e due coppe (1988, 1989) della Germania Est. Dopo la dissoluzione del DDR-Oberliga, nel 1991, Herzog fu ceduto allo Schalke 04, dove militò fino al 1995. Si trasferì in seguito allo Stoccarda, dove vinse l'edizione 1996-97 della Coppa di Germania. Dopo questa vittoria fu ceduto all'Hertha Berlino, in cui militò fino al 2000, anno in cui si trasferì all'Unterhaching, dove concluse la carriera due anni dopo.
All'inizio della sua carriera Herzog è stato convocato anche in nazionale della Germania Est, totalizzando sette presenze tra il 1989 e il 1990. Attualmente fa parte dello staff dell'Hertha Berlino come allenatore delle sezioni giovanili.

## Palmarès
- DDR-Oberliga: 2

Dinamo Berlino: 1986-1987, 1987-1988
- FDGB Pokal: 2

Dinamo Berlino: 1987-1988, 1988-1989
- DFV-Supercup: 1

Dinamo Berlino: 1989
- Coppa di Germania: 1

Stoccarda: 1996-1997